# 蔡穎恩
蔡穎恩（英語：Evelyn Choi，1989年12月1日—），香港少女模特兒及八模兵團之一。她曾是香港2009年東亞運動會火炬接力傳遞的火炬手，既是前香港電視旗下女藝員，亦是寰亞傳媒集團旗下女藝人。

## 個人作品

### 寫真集
- 2009年《Girls Look Book Vol 1》
- 2010年《SawaSawa》

### 廣告
- 益力多電視廣告
- Canon電視及平面廣告
- 迪士尼《雪亮聖誕》電視廣告
- 麥當勞電視及平面廣告
- LipHop 潤唇膏電視廣告

### 電視劇
- 香港電台電視部《反斗英語》第14集 (待查)（2011年）
- 香港電台電視部《手語隨想曲》第五集（2012年）
- 香港電台電視部《火速救兵II》 飾 阿詩（2012年）
- 香港電台電視部《非常平等任務2013》第二集（2013年）
- 香港電視（HKTV）《童話戀曲201314》 飾 甄子晴（2015年）
- 香港電台電視部《火速救兵III》 飾 陳耀邦妻子（2015年）
- ViuTV《季前賽》 飾 林嘉莉（2022年）
- 寰亞電視《疊影狙擊》 飾 涂文雅（2023年）

### 節目主持
- 香港電台電視部《緣來好食德》

### 電影
- 《歲月神偷》飾 劉芳菲（Flora）（2010年）
- 《人約離婚後》飾 小美（2011年）
- 《第6誡》（2012年10月上映）
- 《重口味》飾 杰前女友（2013年）
- 《第七謊言》飾 Gwen（2014年）

### 舞台劇
- 《Musilove》

### 單曲
- 2015年《得而復失》(HKTV《童話戀曲201314》插曲)
- 2015年《追蹤彩虹》(HKTV《童話戀曲201314》插曲)

### MV
- 《年長少年》野仔
- 《差利先生》野佬
- 《時差》Kolor
- 《最終幕》周國賢
- 《FOREVER》姜麗文
- 《原來她不夠愛我》吳業坤
- 《別來無恙》陳柏宇[3]
- 《大吟釀》Kolor
- 《雙雙》李幸倪
- 《請跟我走》陳柏宇
- 《男人老狗》林海峰
- 《原來只因深愛著》JW王灝兒、吳業坤
- 《喜歡上一個人》Yellow! 野佬
- 馮允謙 - 給你幸福 所以幸福

## 獎項
- 第十五屆十大電視廣告頒獎典禮 最佳電視廣告女主角大獎
- 麥當勞24小時麥麥送 - 親密篇

## 代言人／大使
- 2015年︰《 (聯合國環境署)國際百萬森林計劃(包括十億樹木行動及地球植林計劃)植樹及護理活動》2015-16年度香港區植樹及護理大使

## 外部連結
- 八模資料 （页面存档备份，存于）
- 蔡穎恩blog （页面存档备份，存于）
- 蔡穎恩blog @ forHER
- 蔡穎恩的Instagram帳戶
- 蔡穎恩的新浪微博
- 蔡穎恩的Facebook專頁